# Xúc Long
Xúc Long (giản thể: 触龙; phồn thể: 觸龍; bính âm: Chù Lóng; ? - ?), còn viết nhầm thành Xúc Triệp (giản thể: 触詟; phồn thể: 觸讋), là quan viên nước Triệu thời Chiến Quốc trong lịch sử Trung Quốc.

## Cuộc đời
Xúc Long không rõ thân thế, làm quan cho nước Triệu tới chức Tả sư.
Năm 265 TCN, Triệu Hiếu Thành vương lên ngôi vua, Uy hậu phụ chính. Bấy giờ, nước Tần đem quân đánh nước Triệu. Vua Triệu bèn cầu cứu nước Tề. Nước Tề bắt Triệu phải lấy công tử Trường An quân làm con tin thì mới chịu giúp đỡ. Triệu Uy hậu không chấp nhận, bất chấp quần thần can gián.
Xúc Long liền mạo hiểm tiến gián, thuyết phục được Uy hậu. Uy hậu hiểu ra, bèn sai người chuẩn bị trăm cỗ xe, hộ tống Trường An quân đến nước Tề. Nước Tề đồng ý ra quân, hóa giải nguy cơ của Triệu. Nhân tài nước Triệu là Tử Nghĩa (子義) vì thế cảm thán.

## Trong văn hóa
Tiểu thuyết Đông Chu liệt quốc chí không nhắc đến Trần Thúy.
Truyện Xúc Long thuyết Triệu thái hậu có một số điểm như bối cảnh, nội dung tương tự với truyện Trần Thúy thuyết phục Yên thái hậu trong Chiến Quốc sách.